# Blombockar

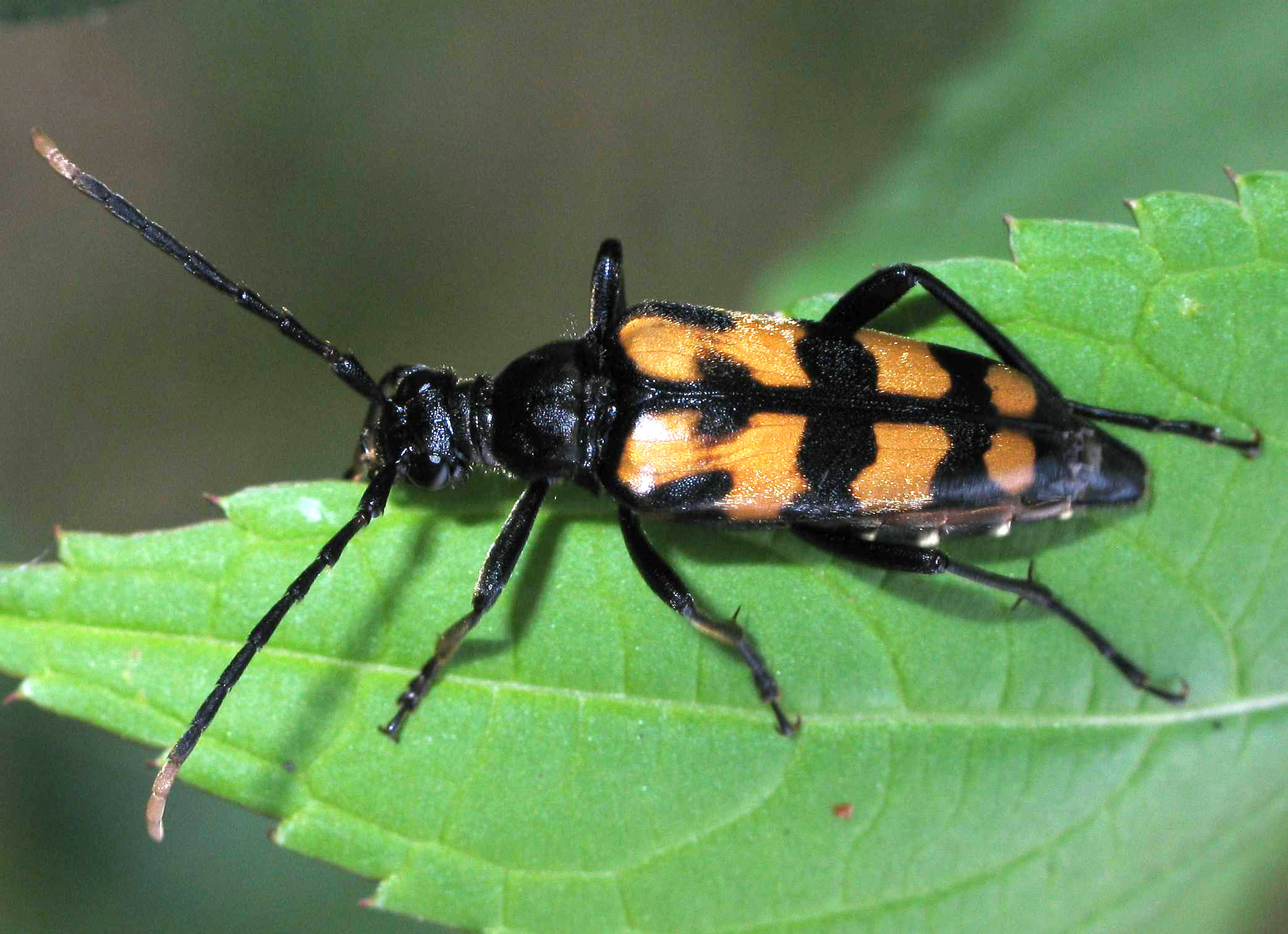
Fyrbandad blombock (Leptura quadrifasciata).

Blombockar är en samling skalbaggar i släktena Acmaeops, Anoplodera och Leptura med flera, som tillsammans med trädlöpare samtliga ingår i underfamiljen Lepturinae i familjen långhorningar (Cerambycidae). De har cylindrisk kroppsform och ofta en tydlig könsdimorfism genom att hanar och honor har olika färg på täckvingarna. Blombockarnas larver förpuppar sig inuti trädstammar. I Europa, bland annat i Sveriges i barrskogsområden utom längst i norr, är tegelbock (Anastrangalia sanguinolenta) en vanligt förekommande representant för blombockarna.